# Dena
Dena is een bestuurslaag in het regentschap Bima van de provincie West-Nusa Tenggara, Indonesië. Dena telt 3917 inwoners (volkstelling 2010).